# 银行公会大楼

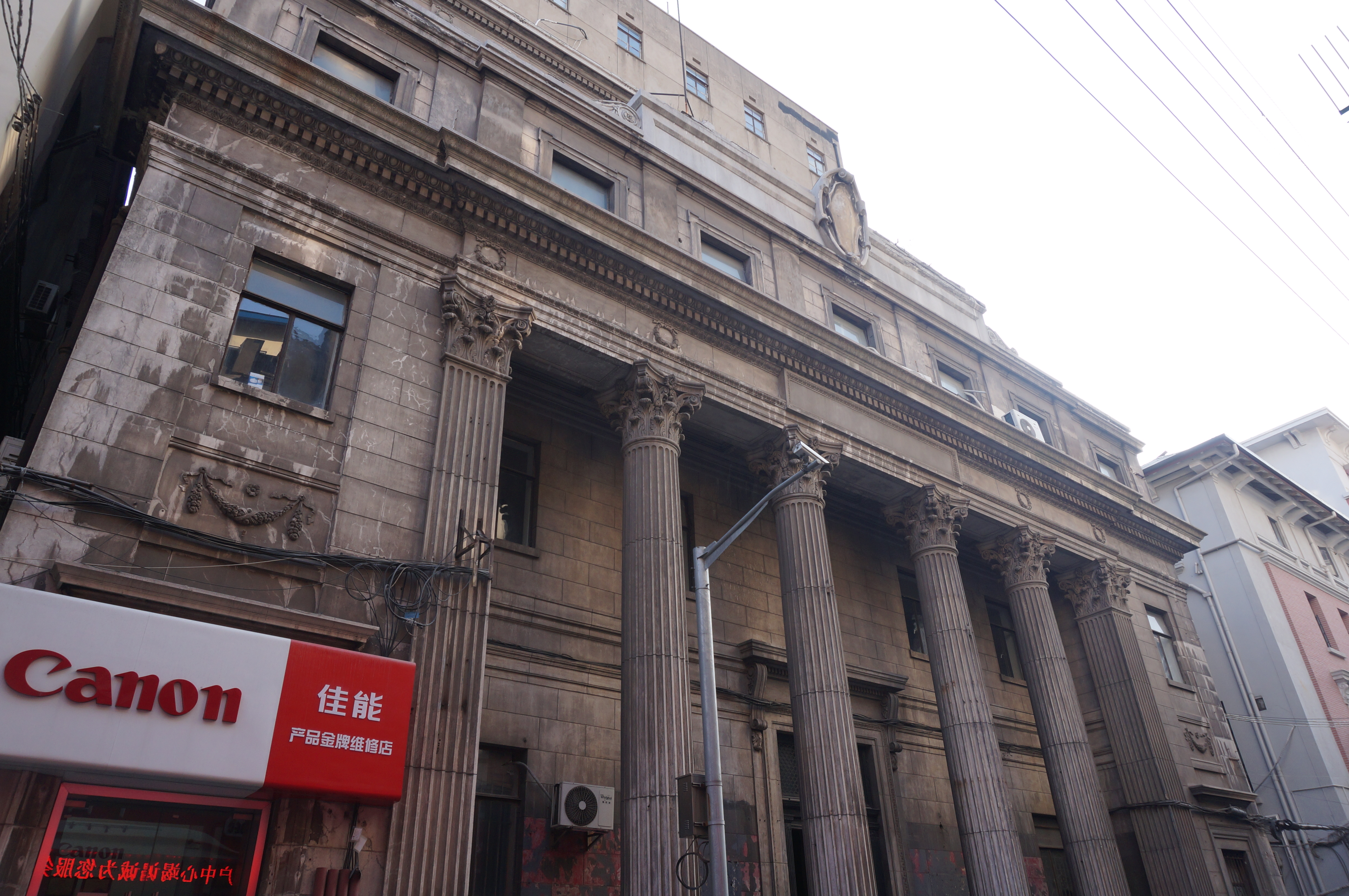
银行公会大楼

银行公会大楼（英語：Building of The Shanghai Chinese Banking Association）是中国上海市的一座历史建筑，位于上海市黄浦区香港路59号。风格为新古典主义。
该建筑建于1925年，由东南建筑公司设计。后为爱建公司。1994年，列为第二批上海市优秀历史建筑 。2004年，列为黄浦区登记不可移动文物。